# Rietveldwoningen aan de Erasmuslaan
De Rietveldwoningen aan de Erasmuslaan in de stad Utrecht zijn twee woonblokken die in de jaren 1930 zijn gebouwd naar ontwerp van Gerrit Rietveld. Beide woonblokken zijn gewaardeerd als rijksmonument.

## Beschrijving
De woonblokken liggen op een steenworp afstand van het Rietveld Schröderhuis dat rond 1921 is gebouwd in opdracht van Truus Schröder. Het eerste woonblok, Erasmuslaan 5-11, werd in 1930-1931 gebouwd. Ook ditmaal was Truus Schröder de opdrachtgever. In 1934 verrees ernaast een tweede woonblok dat veel overeenkomsten met het eerste woonblok heeft. De Utrechtse aannemer Bredero was als financier en bouwer bij de ontwikkeling betrokken. 
Beide woonblokken zijn gebouwd in de stijl van het nieuwe bouwen. Het eerste woonblok bestaat uit vier huizen met voor iedere woning twee etages en een kelder. Er zijn bij de bouw op grote schaal geprefabriceerde elementen toegepast. Voor het skelet is gebruikgemaakt van stalen profielen met buitenmuren van gepleisterde baksteen. De voor- en achterzijdes van de woonblokken zijn voorzien van galerijen. Onder een plat dak bevinden zich horizontale muur- en glasstroken waarbij de raampuien van staal zijn. In tegenstelling tot het Rietveld Schröderhuis zijn er in de gevels nauwelijks kleuren toegepast. Truus Schröder was verder betrokken bij het interieurontwerp. 
Het tweede woningblok is gaandeweg gesplitst van vier naar zes woningen. Na de oplevering van het eerste woonblok is nummer 9 als modelwoning ingericht met meubilair van Gerrit Rietveld en Truus Schröder. Sinds 1999 heeft de Vereniging Hendrick de Keyser dit pand in bezit. Het is gerestaureerd en wederom ingericht naar de situatie van modelwoning.